# Гребля Ваді-Фулайдж
Гребля Ваді-Фулайдж (Халбан) — інженерна споруда на півночі Оману.
У другій половині 20 століття зростання населення Оману та розширення поливного землеробства почало призводити до виснаження водоносних горизонтів, що на тлі пустельного клімату були головним джерелом прісної води в країні. Як наслідок, розробили програму їх поповнення шляхом спорудження численних гребель, які б утримували воду під час короткочасних дощів та забезпечували максимальне всотування води у алювіальні породи русла.
Чотирнадцятою за часом спорудження та однією з найбільших за розмірами водосховища греблею такого типу стала завершена в 1992 році споруда у Ваді-Фулайдж (за чотири десятки кілометрів на захід від Маската) з водозбірним басейном площею 677 км2. Долину ваді перекрили земляною спорудою складної форми довжиною 3346 метрів та висотою 7,7 метра. Центральна частина споруди завдовжки понад 1,2 км виконана як габіонна водопереливна секція, яка має пропускати під час повені 2200 м3/с.
Гребля здатна утримувати 3,7 млн м3 води.
Вже у 1993-му після повені констатували позапроєктне витікання води зі сховища в об'ємах до 12 тисяч м3 на добу, яке відбувалось через кілька промивин у підніжжя греблі. Це змусило в 2000 році провести роботи з облаштування ізоляції.
Можливо відзначити, що в Омані є ще одна гребля у Ваді-Фуладж, споруджена на околицях міста Сур.